# ژوئن ۲۰۱۲
ژوئن ۲۰۱۲، یکی از ماه‌های ۲۰۱۲ (میلادی) است.
آغاز آن، روز جمعه برابر با ۱۲ خرداد ۱۳۹۱ خورشیدی.

مطابق با ۱۱ رجب ۱۴۳۳ قمری می‌باشد.

## ۱ ژوئن۲۰۱۲
شصتمین سالگرد سلطنت ملکه بریتانیا

## ۳ ژوئن۲۰۱۲
شصتمین سالگرد سلطنت ملکه بریتانیا
طی مراسمی در رودخانه تیمز لندن گرامی داشته می شود. طی این مراسم، در روز سوم ژوئن بیش از ۱۰۰۰ قایق و کشتی با حرکت خود بر رودخانه تیمز، شصتمین سالگرد سلطنت ملکه را گرامی می دارند. BBC پخش زنده
برخورد هواپیمای مسافربری نیجریه با ساختمان

## ۱۴ ژوئن۲۰۱۲
- آموزش زبان کردی در مدارس ترکیه

## ۱۵ ژوئن۲۰۱۲
- روژه گارودی درگذشت

## ۱۷ ژوئن۲۰۱۲
- حزب سوسیالیست فرانسه در دور دوم انتخابات قانونگذاری برنده شد

## ۱۸ ژوئن۲۰۱۲
- اخوان المسلمین مصر پیروزی کاندیدای خود، محمد مرسی در انتخابات ریاست جمهوری مصر را اعلام کرد.

پس از مرحله دوم انتخابات ریاست جمهوری مصر که در ۱۷ ژوئن ۲۰۱۲ صورت گرفت، ستاد انتخاباتی مرسی یکروز بعد (۱۸ ژوئن) اعلام کرد که او ۵۲٫۵ درصد آرا و رقیبش احمد شفیق ۴۷٫۵ درصد آرا را کسب کرده‌است. در عین حال سخنگوی ستاد شفیق گفت: «حزب آزادی و عدالت اخوان السملیمن مخالف حقیقت و در تلاش برای کنترل بر رسانه‌ها است.» ستاد انتخاباتی احمد شفیق با رد نتایج اعلام شده توسط اخوان، پیش بینی کرده‌است شفیق با کسب ۵۱ تا ۵۳ درصد از کل آرا، پیروز انتخابات باشد. انتخاب عصر ایران

## ۲۰ ژوئن۲۰۱۲
- شورای نظامی مصر و انتخابات ریاست جمهوری آن کشور

## ۲۳ ژوئن۲۰۱۲
- سقوط یک هواپیمای ترکیه‌ای بر فراز خاک سوریه

## ۲۴ ژوئن۲۰۱۲
- محمد مرسی پنجمین رئیس‌جمهور تاریخ مصر شد.

کمیسیون انتخابات مصر عصر امروز (یکشنبه)، نتایج رسمی شمارش آرای دور دوم انتخابات ریاست‌جمهوری این کشور را اعلام کرد که بر اساس آن محمد مرسی، نامزد اخوان‌المسلمین با کسب حداکثری ۵۱٫۷۳ درصد آرا احمد شفیق، آخرین نخست‌وزیر نظام سابق مصر را پشت سر گذاشت و پنجمین رئیس‌جمهور تاریخ این کشور شد. میزان مشارکت مردم در این دوره انتخابات ۲۶ میلیون و ۴۲۰ هزار و ۷۶۳ نفر و ۵۱٫۸ درصد بود. محمد حسین طنطاوی رئیس شورای نظامی حاکم بر مصر به محمد مرسی نامزد پیروز انتخابات ریاست جمهوری مصر تبریک گفت. تظاهرات کنندگان در میدان التحریر پس از اعلام خبر پیروزی محمد مرسی به عنوان اولین رئیس جمهوری پس از انقلاب ۲۵ ژانویه به ابراز شادمانی پرداختند. عصر ایران مهرنیوز

## ۲۵ ژوئن۲۰۱۲
- هدف قرار گرفتن هواپیمای ترکیه‌ای توسط سوریه بدلیل نقض حریم هوائی آن کشور

## ۲۶ ژوئن۲۰۱۲
او از سال ۱۳۲۹ فعالیتش را در زمینه دوبله آغاز کرد و برای نخستین بار در سال ۱۳۳۳ به‌عنوان سرپرست گویندگان فیلم شاهزاده روباهان را دوبله کرد.

## ۲۸ ژوئن۲۰۱۲
بنا به گزارش خبرگزاری‌ها، علی‌اکبر صالحی وزیر امور خارجه وقت ایران که به دعوت رسمی وزیر امور خارجه قبرس روز گذشته و به همراه هیاتی ۱۹ نفره و با یک پرواز اختصاصی به این کشور سفر کرده‌بود، به دلیل قرارداشتن نامش در لیست تحریم اتحادیه اروپا توسط شعبه ترور پلیس قبرس در فرودگاه لارناکا برای مدت کوتاهی بازداشت شده‌است.ویکی‌خبر
 • حمایت اوباما از موضع امارات برای حل اختلاف بر سر جزایر سه‌گانه خلیج فارس

## ۲۹ ژوئن۲۰۱۲
- بالا گرفتن تنش‌ها در روابط ترکیه و سوریه

## پیوندهای روزانه
- درگاه: وقایع کنونی/وقایع ۱ ژوئن ۲۰۱۲
- درگاه: وقایع کنونی/وقایع ۳ ژوئن ۲۰۱۲
- درگاه: وقایع کنونی/وقایع ۵ ژوئن ۲۰۱۲
- درگاه: وقایع کنونی/وقایع ۶ ژوئن ۲۰۱۲
- درگاه: وقایع کنونی/وقایع ۱۰ ژوئن ۲۰۱۲
- درگاه: وقایع کنونی/وقایع ۱۴ ژوئن ۲۰۱۲
- درگاه: وقایع کنونی/وقایع ۱۵ ژوئن ۲۰۱۲
- درگاه: وقایع کنونی/وقایع ۱۷ ژوئن ۲۰۱۲
- درگاه: وقایع کنونی/وقایع ۱۸ ژوئن ۲۰۱۲
- درگاه: وقایع کنونی/وقایع  ۱۹ ژوئن ۲۰۱۲
- درگاه: وقایع کنونی/وقایع ۲۰ ژوئن ۲۰۱۲
- درگاه: وقایع کنونی/وقایع ۲۳ ژوئن ۲۰۱۲
- درگاه: وقایع کنونی/وقایع ۲۴ ژوئن ۲۰۱۲
- درگاه: وقایع کنونی/وقایع ۲۵ ژوئن ۲۰۱۲
- درگاه: وقایع کنونی/وقایع ۲۶ ژوئن ۲۰۱۲
- درگاه: وقایع کنونی/وقایع ۲۸ ژوئن ۲۰۱۲
- درگاه: وقایع کنونی/وقایع ۲۹ ژوئن ۲۰۱۲